# メコスクス
メコスクス（Mekosuchus）は、新生代新第三紀中新世から第四紀完新世にかけてオセアニアに生息していた肉食性の陸生ワニ類。クロコダイルに近縁だった。

## 概要
オセアニアへの人類の到着により一万年前を最後に絶滅したとされてきたが、約3000年前まで生き残り続けた種もいた。なお最末期のメコスクス類は、初期の現生人類との競合に破れた可能性が指摘されており、こうした大型動物と人類の競合/排除は一部のフォルスラコス科鳥類など世界各地で報告されている。 
また、大型の肉食動物と共存していたオーストラリアでは話が別だが、ニューギニアのような小さな島々において、本種はフクロオオカミと並ぶ頂点捕食者だったと考えられている。

## 分類
クロコダイル科のメコスクス亜科(英語版)に属していたとする意見がある。一説には現代にも近縁種が残っているとされ、キューバワニやコビトカイマンとの類縁が指摘されている。
ただしコビトカイマンはカイマン科に属するため、詳細は不明である。

### 種
複数の種が報告されている。模式種の M. inexpectatus は約4000年前までニューギニアに生息していた。最古の種は漸新世のオーストラリアに生息した M. whitehunterensis で、なお中新世オーストラリアクイーンズランド州には、M. sanderi も生息していた。最後の種である M.kalpokasi は、完新世(約3000年前)のバヌアツのエファテ島に生息していた。

## 古環境

### 分布
メコスクスは漸新世から完新世のニューギニアやバヌアツ、そしてニューカレドニアやフィジーといった南太平洋の島々とオーストラリア大陸に分布していた。この地域には大型のヤケイ(英語版)やツノガメといった特異な生物も生息していた。
同科はサンゴ礁の海を泳ぐ/漂流などするして分布を拡大していた可能性がある。また島と島の移動には、氷河期の海退も利用していたかもしれない。これを示唆するように、近縁種が遠いアルダブラ諸島からも発見されている。
また本種や共存した動植物は、ゴンドワナ大陸にルーツを持っていたとされている。。

### 環境
模式種 M. inexpectatus や M. kalpokasi は、温暖湿潤な熱帯雨林に生息していた。しかし熱帯のため土壌は貧弱だった。一方 M. whitehunterensis や M. sanderi の生息した新生代のオーストラリアは、大陸移動によって気候が何度も変化しており、ある時は熱帯に属し、またある時は乾燥帯に属していた。

## 古生物学
全長2メートルの陸生捕食動物。卵生で卵の化石が見つかっている。

### 頭部
ニューギニア産のinexpectatusは肉食で大小の脊椎動物(トカゲや鳥)を日和見的に襲っていた。だが島内は常に餌資源が不足していたらしく、様々な節足動物(カニや昆虫)や軟体動物(殻を持つ巻き貝)にも積極的に食指を伸ばしていた。それらを食べる際は、顎の奥に控えた丈の高い奥歯を使って餌を破砕していた。こうした奥歯は白亜紀のイギリスから産出したベルニサルティアにも確認されている。
とはいえ、そもそもワニ類は基本的に餌と見なせば何でも食べるゼネラリストであり、本種もその例に当てはまっていたと考えられている
身体も小さいながら頭部と頸部の筋肉が非常に発達していたため、本種は他のワニ類の行うデスロール(獲物を咥えたまま身体を回転して肉を捻じり切る方法。ワニは咀嚼ができないので何度も切り取って肉を食べる)を積極的に行わなかった。代わりに本種は頑強な頭頸部で獲物を振り回し(ちょうどオオトカゲがする動き)、そうして息の根を止めながら肉をバラバラにしていた可能性が高い。
なおメコスクス亜科に限らず、陸生ワニ類(例セベクス)ではデスロール以外の摂食方法を採った種が多い。

### 四肢
陸生適応を遂げたワニ類の例に漏れず、本種も発達した直立性の四肢を備えていた。現存するキューバワニは直立姿勢で疾走することがあり、また多くの半水棲ワニ類でさえ必要に迫られるとギャロップを行う事を併せて考えると、主に陸上を住処としていた本種(およびメコスクス亜科)の走行性能は高かっただろう。
確たる証拠はないが、その四肢と大きくても2m程度の身体を使い木登りをしていた可能性がある。

### 胴体
ワニ類の例に漏れず、背中は皮骨性の鎧で覆われていた。こういった鎧には防備だけでなく、体温調節にも使われていた。

## 古生態学
より大型の肉食動物と共存していたオーストラリアでは話が別だが、ニューギニアのような小さな島々において、本種はフクロオオカミと並ぶ頂点捕食者だったと考えられている。現存するハナブトオオトカゲも同島において上位の捕食者だが、今でもワニを警戒する習性があることから、メコスクスの方が上位に君臨していた可能性が高い。
また未記載の近縁種がニュージランドから発見されており、そうであればハーストイーグルと頂点捕食者を共有していた可能性もある。
どちらにせよ肉食動物もとい捕食性のワニの例に漏れず、彼らも時として種内闘争を行っていた。近縁種からは別個体による噛み傷が残る化石が見つかっている

## 絶滅
完新世に入植してきた現生人類との競争に敗れて絶滅した。メコスクス亜科は地球上に最後まで残っていた陸生ワニ類である。セベクスやプリスティカンプススといったそれ以外の陸生ワニ類は完新世の前に絶滅していた。